# Ondrej Richard Halaga
Ondrej Richard Halaga (4. března 1918 Veľký Šariš – 13. února 2011 Košice) byl slovenský historik a vědec. Zabýval se středověkými a raně novověkými dějinami východního Slovenska, především Košic, v celoevropském kontextu. Výsledkem jeho práce je více než 500 vědeckých prací a studií publikovaných doma i v Polsku, Německu, Rakousku, Maďarsku a Itálii.
Byl členem Polské akademie věd a umění. V roce 2008 v rámci soutěže Vědec roku SR mu bylo uděleno uznání za celoživotní dílo.

## Mládí a studia
Ondrej R. Halaga byl synem chudého šarišského pastýře. Navzdory skromným rodinným poměrům dostal soukromé vzdělání v Banské Bystrici a gymnaziální vzdělání v Prešově. V letech 1940–1945 studoval filozofii a historii na Slovenské univerzitě v Bratislavě (dnes Filozofická fakulta Univerzity Komenského v Bratislavě). Po skončení druhé světové války se vrátil na východní Slovensko. Nejprve v Prešově organizoval občanské demokratické hnutí a později začal působit v Košicích.

## Boj za univerzitu v Košicích
V Košicích se stal redaktorem deníku Demokrat a obnovil spolek Východoslovenský akademik, jehož stejnojmenný časopis i redigoval. Lidé sdružení kolem Halagy ve spolku aktivně lobbovali za obnovu vysokoškolské tradice v Košicích. Tehdejší pověřenec vnitra Gustáv Husák však spolek rozpustil, proto Halaga vytvořil další spolek Svojina, který se stal centrem východoslovenské kulturní elity do jeho zrušení v roce 1951. V roce 1959 se v Košicích podařilo založit Univerzitu Pavla Jozefa Šafárika. Mezitím se Halaga stal ředitelem Archivu města Košice a v roce 1961 vedoucím pracovníkem SAV v Bratislavě.

## Zákaz činnosti
Po okupaci Československa v roce 1968 měla jakákoliv redakce zákaz vydávání Halagových prací. Ty mohly být nanejvýš citovány, ale bez uvedení autorova jména. Hlavním důvodem jeho vyřazení byl fakt, že Halaga bránil před osudem Podkarpatské Rusi východní Slovensko. Vědci bylo znemožněno stát se docentem. Od roku 1974 působil na společenskovědním ústavu SAV, v roce 1981 ho však propustili. V roce 1985 byl dokonce přepaden ve vlastní pracovně. V období před rokem 1989 tak pracoval a publikoval v zahraničí, především v Německu a Francii.

## Rehabilitace
Po sametové revoluci bylo na Slovensku vydáno mnoho Halagových prací. V roce 2001 mu byl udělen titul DrSc. h.c. – čestný doktorát, který se dosud uděloval pouze cizincům.[zdroj⁠?!]

## Nejvýznamnější díla
- Právny, územný a populačný vývoj mesta Košíc – základní příručka dějinného vývoje Košic zdůrazňující jejich postavení, vydaná v roce 1967 byla přílohou pro přeřazení Košic na úroveň okresu rozděleného na pět městských obvodů (1968).
- Acta Iudicaria Civitatis Cassoviensis 1393 - 1405. Das älteste Kaschauer Stadtbuch – rukopis připravený do tisku byl v druhé polovině 80. let prodán kulturnímu atašému západního Německa v Praze, překlad této významné středověké památky byl vydán pouze v němčině v Mnichově v roce 1994.
- Košice-Balt. Výroba a obchod v styku východoslovenských miest s Pruskom (1275 - 1526) – kniha věnující pozornost středověkému obchodu mezi Uherskem a severní a západní Evropou prostřednictvím kupecké metropole Košice, protože byla ideologicky vyhovující, práce vydána 1973, pro velký medievalistický zájem vyšla i v Německu.
- Počiatky Košíc a zrod metropoly – Halaga na díle pracoval v 80. letech během působení na pařížské univerzitě École des Hautes Études en Sciences sociales město Košice ji vydalo v roce 1991.
- Východoslovenský slovník – fundamentální lingvistické-historické dílo, slovník 60 000 východoslovenských výrazů z období let 921–1918 s jejich slovenskými a českými paralelami, vydaný až v roce 2001.